# جیمز گراهام، اولین مارکز مونتروز
جیمز گراهام، اولین مارکز مونتروز (انگلیسی: James Graham, 1st Marquess of Montrose؛ 1612 – ۲۱ مهٔ ۱۶۵۰) شاعر، نویسنده، افسر و سیاستمدار اهل اسکاتلند بود. وی همچنین برندهٔ جوایزی همچون نشان بند جوراب شده‌است.